# Fernando Pastor Llorens
Fernando Pastor Llorens (Alcoi, 5 de gener de 1971) és un polític valencià, diputat a les Corts Valencianes en la IX legislatura.
Ha fet estudis de dret i un grau de comunicació. Militant del Partit Popular de la Comunitat Valenciana, n'ha estat secretari d'organització a la província d'Alacant. Fou escollit regidor a l'ajuntament d'Alcoi a les eleccions municipals espanyoles de 1995, 1999, 2003, 2007 i 2011, i durant tot aquest període fou portaveu del grup municipal popular.
Tot i no ser elegit diputat inicialment a les eleccions a les Corts Valencianes de 2015, en setembre de 2015 va substituir en el seu escó César Sánchez Pérez quan fou nomenat president de la Diputació d'Alacant. També s'incorporà en la següent legislatura a les Corts en substitució del dimitit Adrián Ballester.